# Plebejus ismenias
Plebejus ismenias är en fjärilsart som beskrevs av Hoffmansegg 1804. Plebejus ismenias ingår i släktet Plebejus och familjen juvelvingar. Inga underarter finns listade i Catalogue of Life.